# راجندرا کومار پاچاوری
راجندرا کومار پاچاوری (انگلیسی: Rajendra K. Pachauri؛ زادهٔ ۲۰ اوت ۱۹۴۰ – درگذشته ۱۳ فوریه ۲۰۲۰) یک اقتصاددان اهل هند بود.